# Aphthona illigeri
Aphthona illigeri es un coleóptero de la familia Chrysomelidae. Fue descrita científicamente por primera vez en 1898 por Bedel.